# Démocratie lycéenne

Organigramme de la démocratie lycéenne en France

La démocratie lycéenne est l'ensemble des instances de l'Éducation nationale française permettant à tous les échelons l'expression des lycéens via des représentants élus. Elle a été mise en place de façon très progressive sous l'impulsion de mouvements des lycéens ainsi que de leurs organisations, depuis la création du délégué de classe en 1968 jusqu'à la généralisation des conseils de la vie lycéenne en 2000,.

## Présentation des instances
La liste ci-dessous  présente les plus importantes instances où siègent des lycéens. L'enseignement agricole et l'enseignement privé n'ont pas le même système de représentation.
Dans les lycées :
- Assemblée des délégués (composée des délégués de classe) ;
- Conseil de classe ;
- Conseil d'administration (EPLE) ;
- Comité d'éducation à la santé et à la citoyenneté ;
- Conseil de la vie lycéenne (CVL) ;
- Commission d'hygiène et de sécurité ;
- Conseil de discipline ;
- Éclaireurs de la culture[3] (académie de Lyon)

Dans les académies :
- Conseil académique de la vie lycéenne (CAVL) ;

Au niveau national :
- Conseil national de la vie lycéenne (CNVL) ;
- Conseil supérieur de l'éducation (France) (CSE) ;